# Багир
Баги́р (рос. Багыр) — присілок в Красногорському районі Удмуртії, Росія.
В присілку діють дитячий садочок та фельдшерсько-акушерський пункт.

## Населення
Населення — 222 особи (2010; 261 в 2002).
Національний склад станом на 2002 рік:
- росіяни — 91 %